# Finale della Coppa UEFA 1978-1979
La finale dell'8ª edizione della Coppa UEFA fu disputata in gara d'andata e ritorno tra Stella Rossa e Borussia M'gladbach. Il 9 maggio 1979 allo stadio Crvena Zvezda di Belgrado la partita, arbitrata dallo scozzese Ian Foote, finì 1-1.
La gara di ritorno si disputò dopo due settimane al Rheinstadion di Düsseldorf e fu arbitrata dall'italiano Alberto Michelotti. Il match terminò 1-0 e ad aggiudicarsi il trofeo fu la squadra teutonica.

## Le squadre
| Squadre             | Partecipazioni precedenti (il grassetto indica la vittoria) |
| ------------------- | ----------------------------------------------------------- |
| Stella Rossa        | Nessuna                                                     |
| Borussia M'gladbach | 2 (1973, 1975)                                              |

## Il cammino verso la finale
La Stella Rossa di Branko Stanković esordì contro i tedeschi orientali della BFC Dynamo superando il turno solo grazie alla regola dei gol fuori casa in virtù della sconfitta esterna per 5-2 e della vittoria casalinga per 4-1. Nel secondo turno gli jugoslavi affrontarono gli spagnoli dello Sporting Gijón, battendoli con un risultato complessivo di 2-1. Agli ottavi di finale gli inglesi dell'Arsenal persero la gara d'andata 1-0 in Serbia e pareggiarono 1-1 a Londra. Ai quarti i Crveno-beli affrontarono un'altra squadra inglese, il West Bromwich, superandola col medesimo risultato del turno precedente. In semifinale i tedeschi occidentali dell'Hertha Berlino furono sconfitti 1-0 a Belgrado, ma vinsero 2-1 a Berlino, non superando tuttavia il turno per la regola dei gol fuori casa.
Il Borussia M'gladbach di Udo Lattek iniziò il cammino europeo contro gli austriaci dello Sturm Graz vincendo con un risultato complessivo di 7-2. Nel secondo turno i tedeschi affrontarono i portoghesi del Benfica, avendo la meglio solo ai tempi supplementari per 2-0, dopo che entrambi i match si conclusero a reti inviolate nel corso dei novanta minuti. Agli ottavi di finale i polacchi dello Śląsk Breslavia furono battuti nella gara di ritorno in Polonia 4-2, dopo aver pareggiato 1-1 in Germania Ovest. Ai quarti di finale i Fohlen affrontarono gli inglesi del Manchester City e passarono il turno grazie alla vittoria per 3-1 in trasferta e all'1-1 casalingo. In semifinale il derby col Duisburg fu vinto col punteggio totale di 6-3 in virtù del pari esterno per 2-2 e della vittoria casalinga per 4-1.

## Le partite
A Belgrado va in scena la finale d'andata tra Stella Rossa, prima squadra jugoslava a raggiungere una finale di Coppa UEFA, e il Borussia Mönchengladbach, alla sua terza finale in sette anni e già campione nel 1975. Spinti dall'incessante tifo dei propri sostenitori i giovani della Stella Rossa attaccano a testa bassa e intorno al ventesimo minuto vanno in vantaggio con Miloš Šestić. Nel secondo tempo una sciagurata autorete di Jurišić regala l'1-1 al Borussia, che può amministrare il vantaggio nella gara di ritorno.
Due settimane dopo, a Düsseldorf, il Borussia vuole chiudere presto i conti con gli jugoslavi e al quarto d'ora passa in vantaggio con un calcio di rigore, piuttosto generoso, concesso dall'arbitro italiano Alberto Michelotti e realizzato dall'ala danese Allan Simonsen, già autore di un gol dal dischetto nella finale del '75. I tedeschi occidentali conquistano la loro seconda Coppa UEFA e chiudono un decennio ad altissimi livelli.

## Tabellini

### Andata
| Arbitro: | Ian Foote |

|            |           |                    |
| Šestić 22’ | Marcatori | 60’ (aut.) Jurišić |

| Stella Rossa | Borussia Mönchengladbach |

|                  |    |                        |     |     |
|                  |    |                        |     |     |
| P                | 1  | Aleksandar Stojanović  |     |     |
| D                | 2  | Nikola Jovanović       |     |     |
| D                | 3  | Milan Jovin            |     |     |
| C                | 4  | Slavoljub Muslin       |     | 78’ |
| D                | 5  | Dragan Miletović       | 59’ |     |
| D                | 6  | Ivan Jurišić           |     |     |
| C                | 7  | Vladimir Petrović      |     |     |
| C                | 8  | Cvijetin Blagojević    |     |     |
| A                | 9  | Dušan Savić            |     |     |
| C                | 10 | Nedeljko Milosavljević |     | 78’ |
| A                | 11 | Miloš Šestić           |     |     |
| Sostituzioni:    |    |                        |     |     |
| D                | 13 | Zlatko Krmpotić        |     | 78’ |
| C                | 15 | Ðorde Milovanović      |     | 78’ |
| Allenatore:      |    |                        |     |     |
| Branko Stanković |    |                        |     |     |

|               |    |                  |     |     |
|               |    |                  |     |     |
| P             | 1  | Wolfgang Kneib   |     |     |
| D             | 2  | Berti Vogts      |     |     |
| D             | 3  | Wilfried Hannes  |     |     |
| D             | 4  | Frank Schäffer   |     |     |
| D             | 5  | Norbert Ringels  |     |     |
| C             | 6  | Winfried Schäfer |     |     |
| A             | 7  | Allan Simonsen   | 74’ |     |
| C             | 8  | Christian Kulik  |     |     |
| C             | 9  | Carsten Nielsen  |     | 75’ |
| C             | 10 | Horst Wohlers    | 47’ | 78’ |
| A             | 11 | Ewald Lienen     |     |     |
| Sostituzioni: |    |                  |     |     |
| C             | 12 | Dietmar Danner   |     | 75’ |
| A             | 13 | Rudi Gores       |     | 78’ |
| Allenatore:   |    |                  |     |     |
| Udo Lattek    |    |                  |     |     |

### Ritorno
| Arbitro: | Alberto Michelotti |

|                     |           |  |
| Simonsen 15’ (rig.) | Marcatori |  |

| Borussia Mönchengladbach | Stella Rossa |

|               |    |                  |  |     |
|               |    |                  |  |     |
| P             | 1  | Wolfgang Kneib   |  |     |
| D             | 2  | Berti Vogts      |  |     |
| D             | 3  | Wilfried Hannes  |  |     |
| D             | 4  | Frank Schäffer   |  |     |
| D             | 5  | Norbert Ringels  |  |     |
| C             | 6  | Winfried Schäfer |  |     |
| A             | 7  | Allan Simonsen   |  |     |
| C             | 8  | Christian Kulik  |  | 59’ |
| C             | 9  | Rudi Gores       |  |     |
| C             | 10 | Horst Wohlers    |  |     |
| A             | 11 | Ewald Lienen     |  |     |
| Sostituzioni: |    |                  |  |     |
| C             | 12 | Horst Köppel     |  | 59’ |
| Allenatore:   |    |                  |  |     |
| Udo Lattek    |    |                  |  |     |

|                  |    |                        |     |     |
|                  |    |                        |     |     |
| P                | 1  | Aleksandar Stojanović  |     |     |
| D                | 2  | Nikola Jovanović       |     |     |
| D                | 3  | Milan Jovin            |     |     |
| C                | 4  | Slavoljub Muslin       |     |     |
| D                | 5  | Dragan Miletović       |     |     |
| D                | 6  | Ivan Jurišić           |     |     |
| C                | 7  | Vladimir Petrović      |     |     |
| C                | 8  | Cvijetin Blagojević    |     |     |
| A                | 9  | Dušan Savić            |     |     |
| C                | 10 | Ðorde Milovanović      |     | 46’ |
| A                | 11 | Nedeljko Milosavljević | 56’ |     |
| Sostituzioni:    |    |                        |     |     |
| A                | 15 | Miloš Šestić           |     | 46’ |
| Allenatore:      |    |                        |     |     |
| Branko Stanković |    |                        |     |     |